# 上塩村
上塩村（かみしおむら）は、かつて新潟県古志郡にあった村。

## 沿革
- 1889年（明治22年）4月1日 - 町村制施行に伴い古志郡上塩村、塩新町村、梅野俣村、塩中村、九川村、平中野俣村、葎谷村が合併し、上塩村が発足。
- 1901年（明治34年）11月1日 - 古志郡上塩谷村と合併し、上塩谷村を新設して消滅。